# Fatrikum

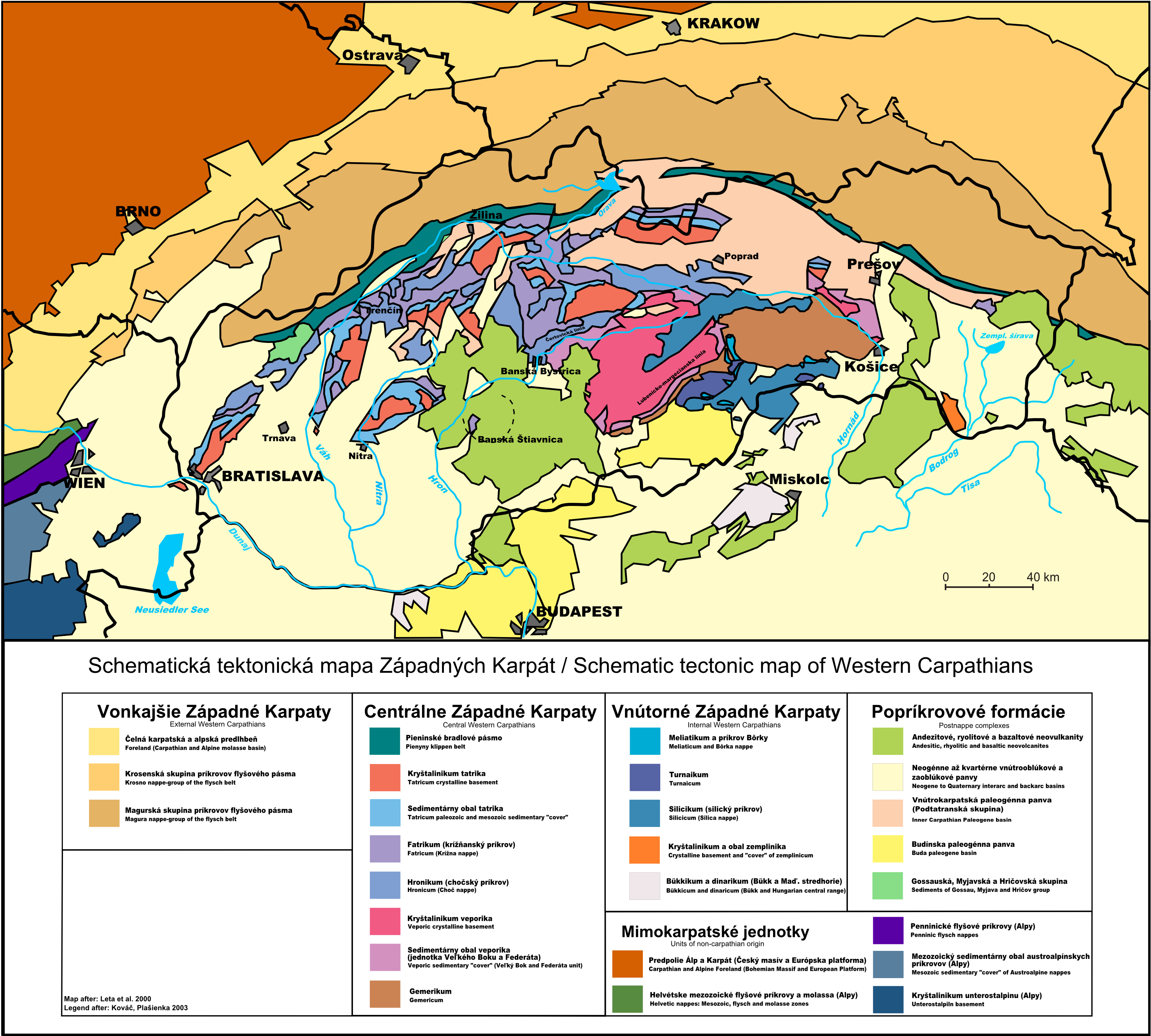
Tektonická mapa Slovenska

Fatrikum nebo krížňanský příkrov je tektonická superjednotka Západních Karpat, která zahrnuje příkrovové jednotky pocházející z oblasti mezi veporikem na jihu a tatrikem na severu. Fatrikum je proto chápáno jako dnes už neexistující prostor mezi těmito oblastmi, ale i jako horninová tělesa, která z této oblasti pocházejí. Většinou se pod tímto označením synonymně chápe krížňanský příkrov, který tvoří největší část fatrika. V západokarpatské příkrovové stavbě je chápano jako spodní ze subtatranských příkrovů, ležící na tatriku a zároveň pod hronikem ve všech jádrových pohořích. Zabírá území o rozloze asi 12–15 000 km².

## Historie výzkumu
V 60. letech 19. století položili základy výzkumu Dionýz Štúr a Guido Stache, kteří dnešní fatrikum označovali pojmem „subtatranský vývoj“. Příkrovovou pozici správně zhodnotil v roce 1907 Victor Uhlig, který však ještě neznal přesný stratigrafický sled. Uhlig původně vyčlenil tzv. subtatranský příkrov, v němž ale nerozlišoval fatrikum a hronikum. Všechny karpatské příkrovy pokládal za poeocenní, podobně jako tomu bylo v Alpách. Existenci druhého — vyššího subtatranského příkrovu zjistili během první světové války geologové J. Vigh, J. von Pia, B. Dornayay a Hermann Vetters.
Otakar Hynie použil v roce 1927 označení spodní subtatranský příkrov, zatímco Dimitrij Andrusov v roce 1935 zavedl označení „krížňanský příkrov“ (podle vrchu Krížna ve Velké Fatře) a přesně definoval stratigrafický sled od středního triasu po alb. Označení fatrikum zavedl původně v roce 1973 Dimitrij Andrusov, J. Bystrický a O. Fusán na základě typových lokalit v Malé a Velké Fatře. Byl definován vrchní krížňanský a spodní vysocký dílčí příkrov, který je vyvinut jen lokálně. V krížňanském příkrovu zjistili několik digitací (duplexů), krystalinikum a permské sedimenty znali jen z oblasti Starých Hor (starohorská jednotka). Domovskou oblast kladli buď do tektonické poruchy označované jako čertovická linie, nebo do oblasti veporského krystalinika a jeho obalové jednotky Veľkého Boku.
M. Maheľ v 50. až 80. letech 20. století zavedl ve fatriku několik nových stratigrafických jednotek – hlubokovodní zliechovskou jednotku (resp. vývoj, sérii), což byl termín synonymní krížňanské sérii. Při výzkumu Strážovských vrchů a dalších lokalit implementoval belianskou sérii. V Považském Inovci definoval beckovskou sérii, kterou sice původně řadil k tatriku, podobně jako v Malých Karpatech vysockou sérii, ale později ji správně zařadil do fatrika. Potvrdil též, že obě (vysocká i beckovská) jsou v podstatě totožné. Později byly objeveny domovské části fatrika i v Tribeči a Branisku.
Anton Biely a Oto Fusán v roce 1967 poukázali na to, že fatrikum vzniklo vícefázovou deformací. Za první fázi považovali stlačení oblasti jednotky Veľkého Boku a za druhou jeho gravitační přesun. M. Maheľ (1983) zdůrazňoval, že fatrikum je polysériové (tedy polyfaciální) a komplexní těleso s návazností od týlových částí až po čelo příkrovu. Strukturnímu výzkumu fatrika se věnovali hlavně J. Jaroš (1971) a Dušan Plašienka (1983, 1995), kteří zkoumali hlavně domovskou oblast příkrovu. Později byl porovnáván její vývoj s deformacemi pozorovatelnými v tělese příkrovu mimo domovské oblasti. Ucelený pohled na fatrikum podávají práce D. Plašienka a kolektivů (1996, 1997 a 1999).
Někteří autoři poukazují na to, že fatrikum může být mnohem více propojeno se severním veporikem, kde dokumentují vícero rozsáhlých severovergentních násunů krystalinika i redukovaného sedimentárního obalu. Tito autoři proto tvrdí, že pro krížňanský příkrovový systém (fatrikum) je vhodnější pojmenování veporikum (respektive „rimavikum“).

## Geologická stavba
Fatrikum původně tvořilo sedimentační pánev na severu veporika. Při vrásnění Západních Karpat se ale tato pánev začala uzavírat a sedimenty, které v ní byly, se odtrhly a byly z ní vytlačeny před čelo postupujícího orogénu. Zjevná spjatost s veporikem je viditelná zejména na jihu fatrika a severu veporika v Nízkých Tatrách. Část sedimentárního pokryvu veporika označovaná jako jednotka Veľkého Boku tvoří kořenovou část příkrovu, která zůstala na svém původním místě. V důsledku provázanosti fatrika s veporikem, zvláště jeho veľkobockou jednotkou, je někdy v odborné literatuře fatrikum označováno jako veporikum, resp. jeho součást.
Příkrov se vyznačuje širokým stratigrafickým rozsahem od spodního triasu po svrchní křídu. Zejména charakteristické triasové horniny jsou blízké platformnímu vývoji s karbonátovou sedimentací gutensteinských vápenců a ramsauských dolomitů. Na rozdíl od hronika (v jeho nadloží), které má podobný vývoj, má výrazněji vyvinutý karpatský keuper a naopak tenké lunzské vrstvy. Jurské a spodněkřídové horniny se vyvíjely ve dvou prostředích. Vývoj v hlubším prostředí reprezentuje zliechovská jednotka s typickými jílovitými vápenci, označovanými jako „fleckenmergel“ a radiolarity. Takzvaná „vysocká jednotka“, vyvíjející se na kontinentálním svahu má více mělkovodní a organodetritický charakter. Kvůli vhodným vlastnostem hornin, zvláště vhodně umístěnému keupru s břidlicemi, které jsou příhodné pro odlepení příkrovu, se v něm vyskytuje mnoho digitací, podružných duplexů, v rámci samotného příkrovu, např. digitace Lysice.
V některých pohořích má fatrikum tvar jen mírně zvlněného deskovitého tělesa. Jeho nejpevnější části tvoří silný podstavec triasových vápenců a dolomitů, typický například ve Velké Fatře. Ve své čelní části má komplikovanější stavbu, vystupují zde zvláště jeho mladší části, které jsou výrazně tektonicky postiženy (ležaté vrásy uťaté přesmyky, tektonické šupiny apod.), což je nejpříznačnější pro Strážovské vrchy a Považský Inovec. Soubory okrajových jednotek, které se vyvíjely původně na okraji fatrické pánve tvoří některé části Strážovských vrchů, Považského Inovce a Malých Karpat. Fatrikum se obvykle nachází na mladších sedimentech tatrického obalu. V mnoha pohořích se v jeho tektonickém nadloží nachází vyšší příkrov — hronikum. Vzniká tím typický fenomén příkrovové stavby, protože obal tatrika, fatrikum i hronikum mají podobný vrstevní sled a tyto sledy se tak v terénu 3x opakují. Při výzkumu a geologickém mapování je proto nutné poznat jednotlivá specifika ve vrstevních sledech těchto jednotek.

## Členění

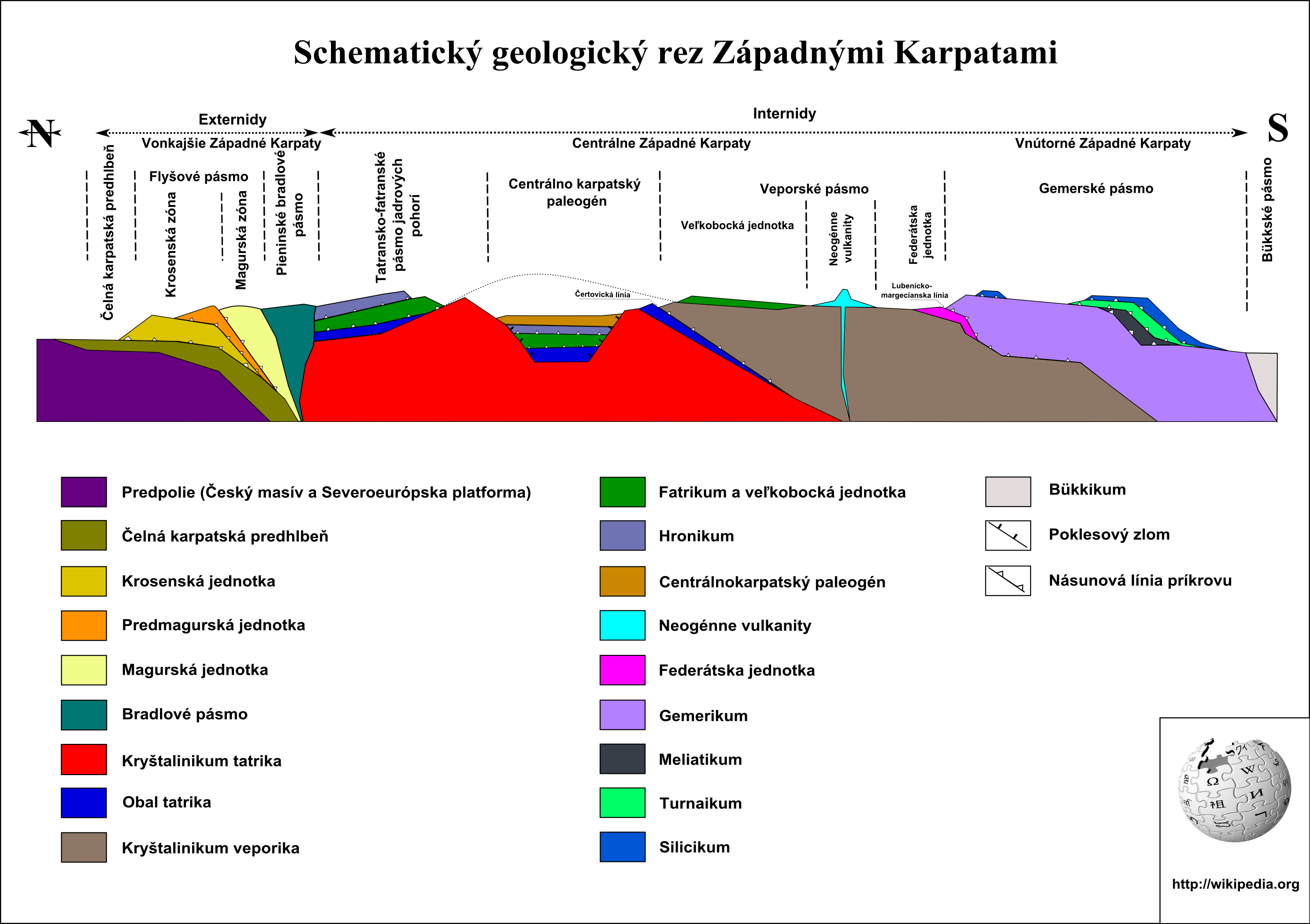
Schematický geologický řez Západními Karpaty

Fatrikum na povrchu tvoří několik typů připovrchových jednotek. První dvě jsou částečně nasunuté na tatrikum v podobě duplexů.
- Krížňanský příkrov tvoří asi kilometr mocná vrstva triasových hornin, během další sedimentace v juře však došlo k vytvoření deprese, tzv. zliechovského trogu, která rozdělila prostor na dvě sedimentační oblasti.
  - zliechovská jednotka (kterou někteří označují jako vlastní krížňanský příkrov), její vrstevní sled začíná sedimenty mělkého moře spodní jury (lias), která postupně přechází ve svrchní juře (malm) do hlubokovodních sedimentů (skvrnité slínovce tzv. fleckenmergel a radiolarity).
  - vysocká jednotka a její ekvivalenty (belanská, beckovská, ďurčínská, iľanovská a havranská jednotka) její jurské sedimenty mají po celé období relativně mělkovodní charakter (krinoidové a hlíznaté vápence).
- Za součást fatrika se považuje i drietomská (bošácká), manínská, klapská a haligovecká jednotka bradlového pásma, do jehož oblasti byly z jihu (přes tatrikum) přisunuty koncem křídy.[16]
- Rázdielská jednotka, obsahuje starší, předalpinské metamorfity různého stupně a klastické sedimenty, které původně tvořily podloží, od kterého se příkrov odlepil.
- Starohorská jednotka, obsahuje metamorfity vyššího stupně přeměny a klastické sedimenty.
- Smrekovická jednotka (v minulosti též pokládaná za součást tatrika), tvořená metamorfity vysokého stupně přeměny a klastickými sedimenty. Zařazení této jednotky však není jisté.

## Stratigrafie

### Předmezozoické celky
Na povrchu velmi zřídka zachovaný předalpinský fundament fatrika tvoří různé typy vyšším stupněm přeměněných hornin (ruly, amfibolity, migmatity) lokálně s útržky granitoidů hlavně v starohorské a smrekovické jednotce a též méně metamorfovaných hornin – fylitů a svorů v rázdielské jednotce. Na předalpinské krystalinikum nasedají diskordantní sedimenty svrchního permu, které se zachovaly jen lokálně, nejčastěji v blízkosti domovské oblasti. V rázdielské jednotce jsou to skýcovské souvrství, tvořené hrubě klastickým materiálem a slopnianské souvrství břidličnatého charakteru. V starohorské a smrekovické jednotce vystupuje ekvivalentní hrubě klastické špaňodolinské a korytnianské souvrství.
| Jura a křída fatrika (krížňanského příkrovu) | Jura a křída fatrika (krížňanského příkrovu) | Jura a křída fatrika (krížňanského příkrovu) | Jura a křída fatrika (krížňanského příkrovu)                                               | Jura a křída fatrika (krížňanského příkrovu)                                                                                              |
| Stáří                                        | Stáří                                        | Stáří                                        | Vysocká sekvence                                                                           | Zliechovská sekvence |
| -------------------------------------------- | -------------------------------------------- | -------------------------------------------- | ------------------------------------------------------------------------------------------ | --- |
| Křída                                        | Svrchní křída                                | Senon                                        | Stratigrafický hiát                                                                        | Stratigrafický hiát |
| Křída                                        | Svrchní křída                                | Turon                                        | Přesun subtatranských příkrovů                                                             | Přesun subtatranských příkrovů |
| Křída                                        | Svrchní křída                                | Cenoman                                      | Porubské souvrství jílovité břidlice s tělesy pískovců, ojediněle slepenců                 | Porubské souvrství jílovité břidlice s tělesy pískovců, ojediněle slepenců                                                                |
| Křída                                        | Spodní křída                                 | Alb                                          | Porubské souvrství jílovité břidlice s tělesy pískovců, ojediněle slepenců                 | Porubské souvrství jílovité břidlice s tělesy pískovců, ojediněle slepenců                                                                |
| Křída                                        | Spodní křída                                 | Apt                                          | Hlbočské souvrství deskovité vápence s rohovci                                             | Mráznické souvrství jílovité vápence |
| Křída                                        | Spodní křída                                 | Barém                                        | Hlbočské souvrství deskovité vápence s rohovci                                             | Mráznické souvrství jílovité vápence |
| Křída                                        | Spodní křída                                 | Hoteriv                                      | Hlbočské souvrství deskovité vápence s rohovci                                             | Mráznické souvrství jílovité vápence |
| Křída                                        | Spodní křída                                 | Valangin                                     | Souvrství Padlej vody světlé pelitické vápence (maiolica, biancone)                        | Mráznické souvrství jílovité vápence |
| Křída                                        | Spodní křída                                 | Berias                                       | Souvrství Padlej vody světlé pelitické vápence (maiolica, biancone)                        | Osnické souvrství světlé pelitické kalpionelové vápence (maiolica, biancone)                                                              |
| Jura                                         | Svrchní jura (malm)                          | Tithon                                       | Souvrství Padlej vody světlé pelitické vápence (maiolica, biancone)                        | Osnické souvrství světlé pelitické kalpionelové vápence (maiolica, biancone)                                                              |
| Jura                                         | Svrchní jura (malm)                          | Tithon                                       | Tegernseeské souvrství růžové kalové vápence s červenými rohovci, sakokómové vápence       | Osnické souvrství světlé pelitické kalpionelové vápence (maiolica, biancone)                                                              |
| Jura                                         | Svrchní jura (malm)                          | Kimmeridž                                    | Jeseninské souvrství sakokómové vápence                                                    | |
| Jura                                         | Svrchní jura (malm)                          | Oxford                                       | Ždiarské souvrství radiolarity                                                             | |
| Jura                                         | Střední jura (dogger)                        | Callov                                       | Ždiarské souvrství radiolarity                                                             | Vilské souvrství písčité krinoidové vápence                                                                                               |
| Jura                                         | Střední jura (dogger)                        | Bathon                                       | Ždiarské souvrství radiolarity                                                             | Vilské souvrství písčité krinoidové vápence                                                                                               |
| Jura                                         | Střední jura (dogger)                        | Bajok                                        | Křemité jílovité vápence tzv. křemitý fleckenmergel                                        | Vilské souvrství písčité krinoidové vápence                                                                                               |
| Jura                                         | Střední jura (dogger)                        | Aalen                                        | Křemité jílovité vápence tzv. křemitý fleckenmergel                                        | Vilské souvrství písčité krinoidové vápence                                                                                               |
| Jura                                         | Spodní jura (lias)                           | Toark                                        | růžové a bílé krinoidové vápence (ojediněle hlíznaté, nebo Fe-Mn kondenzovaná sedimentace) | souvrství Janovky skvrnité, jílovité vápence s tělesy spongolitů, tzv. fleckenmergel místy červené hlíznaté adnetské a hierlatské vápence |
| Jura                                         | Spodní jura (lias)                           | Pliensbach                                   | růžové a bílé krinoidové vápence (ojediněle hlíznaté, nebo Fe-Mn kondenzovaná sedimentace) | souvrství Janovky skvrnité, jílovité vápence s tělesy spongolitů, tzv. fleckenmergel místy červené hlíznaté adnetské a hierlatské vápence |
| Jura                                         | Spodní jura (lias)                           | Sinemur                                      | růžové a bílé krinoidové vápence (ojediněle hlíznaté, nebo Fe-Mn kondenzovaná sedimentace) | souvrství Janovky skvrnité, jílovité vápence s tělesy spongolitů, tzv. fleckenmergel místy červené hlíznaté adnetské a hierlatské vápence |
| Jura                                         | Spodní jura (lias)                           | Hettang                                      | Kopienecké souvrství jílovité břidlice s tělesy pískovců a lumachelových vápenců           | Kopienecké souvrství jílovité břidlice s tělesy pískovců a lumachelových vápenců                                                          |

| Trias fatrika (krížňanského příkrovu) | Trias fatrika (krížňanského příkrovu) | Trias fatrika (krížňanského příkrovu) | Trias fatrika (krížňanského příkrovu) | Trias fatrika (krížňanského příkrovu)        | Trias fatrika (krížňanského příkrovu)                              |
| Stáří                                 | Stáří                                 | Stáří                                 | Stáří                                 | Souvrství                                    | Charakteristika                                                    |
| ------------------------------------- | ------------------------------------- | ------------------------------------- | ------------------------------------- | -------------------------------------------- | ------------------------------------------------------------------ |
| Trias                                 | Srchní trias                          | Rhaet                                 |                                       | Fatranské souvrství                          | tmavé lumachelové nebo oolitické vápence, jílovité břidlice        |
| Trias                                 | Srchní trias                          | Nor                                   | Sevat                                 | Karpatský keuper                             | červené a zelenkavé jílovité břidlice s tělesy dolomitů a sádrovců |
| Trias                                 | Srchní trias                          | Nor                                   | Alaun                                 | Karpatský keuper                             | červené a zelenkavé jílovité břidlice s tělesy dolomitů a sádrovců |
| Trias                                 | Srchní trias                          | Nor                                   | Langh                                 | Karpatský keuper                             | červené a zelenkavé jílovité břidlice s tělesy dolomitů a sádrovců |
| Trias                                 | Srchní trias                          | Karn                                  | Tuval                                 | Hlavní dolomit                               | dolomity                                                           |
| Trias                                 | Srchní trias                          | Karn                                  | Jul                                   | Lunzské vrstvy                               | flyš                                                               |
| Trias                                 | Srchní trias                          | Karn                                  | Kardevol                              | Ramsauský dolomit (místy Podhradské vápence) | dolomity (místy vápence)                                           |
| Trias                                 | Střední trias                         | Ladin                                 | Longobard                             | Ramsauský dolomit (místy Podhradské vápence) | dolomity (místy vápence)                                           |
| Trias                                 | Střední trias                         | Ladin                                 | Fassan                                | Ramsauský dolomit (místy Podhradské vápence) | dolomity (místy vápence)                                           |
| Trias                                 | Střední trias                         | Anis                                  | Illyr                                 | Ramsauský dolomit (místy Podhradské vápence) | dolomity (místy vápence)                                           |
| Trias                                 | Střední trias                         | Anis                                  | Pelson                                | Ramsauský dolomit (místy Podhradské vápence) | dolomity (místy vápence)                                           |
| Trias                                 | Střední trias                         | Anis                                  | Gutensteinské souvrství               | tmavé, částečně dolomitizované vápence       |                                                                    |
| Trias                                 | Střední trias                         | Anis                                  | Gutensteinské souvrství               | tmavé, částečně dolomitizované vápence       | Bityn                                                              |
| Trias                                 | Střední trias                         | Anis                                  | Gutensteinské souvrství               | tmavé, částečně dolomitizované vápence       | Egej                                                               |
| Trias                                 | Spodní trias                          | Scyth                                 | Spat                                  | Verfénské souvrství                          | červené a zelenkavé břidlice s tělesy rauvaků a pískovců           |
| Trias                                 | Spodní trias                          | Scyth                                 | Namal                                 | Verfénské souvrství                          | červené a zelenkavé břidlice s tělesy rauvaků a pískovců           |
| Trias                                 | Spodní trias                          | Scyth                                 | Griesbach                             | Lúžňanské souvrství zachováno jen sporadicky | křemence s tělesy slepenců (brekcií), pískovce                     |

### Trias a začátek jury
Stratigrafický rozsah fatrika, zvláště jeho spodních členů se liší. Za jeho nejspodnější část, která však většinou není zachována, lze považovat permoskythské křemence označované jako lúžňanské souvrství. V jejich nadloží je břidličnaté verfénské souvrství, o němž se usuzuje, že společně se svrchnětriasovými břidlicemi karpatského keupru, díky svým vlastnostem tvořilo největší část plochy, na níž došlo k odlepení příkrovu. Verfénské souvrství kromě břidlic červené a zelenkavé barvy obsahuje i tělesa rauvaků. Jsou to buňkovité dolomity, nebo častěji pórovité vápence, které vznikly jejich dedolomitizací. Dolomity v souvrství byly značně poškozeny při přesunu příkrovu. Nad nimi se nachází poměrně mocné souvrství gutensteinských vápenců (gutensteinské souvrství) nižší části středního triasu (anis). Sedimenty karbonátové platformy tvoří dále nadložní dolomity ramsauského souvrství. Místo tohoto souvrství se v některých pohořích nacházejí tzv. podhradské vápence s fosiliemi konodontů. Sedimentace ramsauských dolomitů byla v některých oblastech v období karnu přerušena výkyvy klimatu, během nichž se usadily tenké flyšové lunzské vrstvy. Jejich vznik byl dlouhou dobu pro geology nepochopitelný. Lunzské vrstvy oddělují od ramsauského souvrství velmi podobné hlavní dolomity, označované jako hauptdolomit (z německého haupt - hlavní). Nad dolomity, vznikajícími ve velmi mělkém a pro živočichy nehostinném příbřežním prostředí (tzv. sebchy) se nachází souvrství karpatského keupru. Usazovalo se ve svrchním triasu (nor) a tvoří jej lagunární červené, fialové až černé jílovité břidlice s tělesy pískovců, křemenců a typických žlutých dolomitů. Ve vrtech byly v tomto souvrství nalezeny i sádrovce. Toto typické souvrství dosahuje ve fatriku největší mocnost, na některých místech do 100 metrů. V nejvyšším triasu (rhaet) se moře do oblasti vrátilo a způsobilo usazení fatranského souvrství, známého i jako „kössenské souvrství“. Lumachelové vápence jsou tvořeny úlomky, které mořský příboj a bouřky smyly z korálových útesů. V souvrství se místy vyskytují i oolitické vápence nebo tělesa oolitických železných rud. Keuper spolu s výraznějším podílem potriasových členů, je jedním z hlavních poznávacích znaků fatrika.. Po usazení fatranského souvrství se začátkem jury v hettangu sedimentace změnila. Vzniklo kopienecké souvrství, jehož hlavní část tvoří tmavošedé, případně zelenkavé vápnité jílovce, občas s pískovci. Jílovce zvětrávají do šedohněda.
Sedimenty jury a spodní křídy jsou diferencovány na několik vývojů, což způsobilo rozčlenění sedimentačního pole při rozpadu a prohlubování oblasti. Pro krížňanský příkrov je typická hlavně hlubokovodní zliechovská jednotka (sekvence, sukcese či vývoj). Mělčeji umístěna byla vysocká a jí podobné jednotky.

### Zliechovská jednotka
Zliechovská jednotka pokračuje z kopieneckého souvrství velmi typickým členem vrstevního sledu fatrika, který tvoří souvrství Janovky („allgäuské souvrství“). Tvoří ho šedé skvrnité jílovité vápence a břidlice. Typické jílovité vápence jsou označovány jako fleckenmergel. Souvrství je místy, běžně více než 100 m, někdy až 150–200 m mocné. Usazovaly se od sinemuru po toark. Tyto sedimenty obsahují typické stopy, pozorovatelné po navlhčení jako tmavé šmouhy. Fleckenmergel někdy přechází do adnetského souvrství s hlíznatými vápenci nebo hierlatzských vápenců. Do bajoku pokračuje tzv. křemitý fleckenmergel. Ten se postupně v průběhu bathonu změnil na sedimentaci radiolaritů ždiarského souvrství. V závěru jury (kimmeridž) se na dně nejhlubší části fatrické pánve postupně změnila sedimentace přes sakokómové vápence jaseninského souvrství do tithonských až spodněkřídových (neokom) světlých kalpionelových jílovitých vápenců (známých jako biancone nebo maiolica) osnického souvrství, na rozdíl od tatrika jsou ve fatriku tyto horniny obvykle bez rohovců. Ve starší literatuře byl pro tyto horniny též používán název slínité vápence neokomu.
Ve svrchní křídě pokračovala sedimentace jílovitých, místy skvrnitých vápenců s nepravidelnými tělesy slínovců a slínitých břidlic. Označují se jako mráznické souvrství. Od albu po apt se v celém fatriku usazovaly slínité a jílovité břidlice s tenkými tělesy pískovců, označované jako porubské souvrství. Tento flyš usazující se daleko od pevniny byl prvním příznakem postupu horotvorných pohybů. V některých pohořích se ve fatrických horninách tohoto stáří nacházejí bazické výlevné horniny. Sedimentace v tomto prostoru celkově skončila v albu až cenomanu, kdy došlo k přesunu příkrovů. Zliechovská sekvence dosahuje mocnost do 2000 metrů.

### Vysocká jednotka
Vysocká sekvence má ve spodní juře převahu krinoidových vápenců s rohovci. Jde o uloženiny oceánského svahu. Označují se jako vývratské a prístodolské souvrství. Střední juru tvoří písčité krinoidové vápence vilského souvrství. Na ně nasedají hlíznaté a křemité vápence tegernseeského souvrství. Následující souvrství Padlej vody (tithon – valangin) a hlbočské souvrství jsou ekvivalenty stejně starých hornin zliechovské sekvence, obsahují však více terigénních příměsí smytých z blízkých mělčích oblastí a kontinentu. Na některých místech se v baremu a aptu usadily alodapické vápence (bohatské souvrství, muráňský vápenec), které se sesouvaly z mělkovodních urgonských platforem. Sedimentaci zakončilo, podobně jako v celém fatriku, porubské souvrství.